# 涅县
涅县，古县名。又作涅氏县。西汉以涅邑置，治所在今山西省武乡县西北故城镇。属上党郡。北魏永安（528年—530年）中，改为阳城县。